# 日本声楽家協会
特定非営利活動法人日本声楽家協会（にほんせいがくかきょうかい、英称:Japan Vocalists Forum、略称:JVF）は、東京都を所轄官庁とするNPO法人で、音楽・芸術ジャンルにおいて声楽研究、声楽家養成、声楽普及活動を行っている。事務局は東京都台東区谷中。

## 概要
- 所在地　〒110-0001 東京都台東区谷中5-2-3
- 理事長：佐々木ベジ（一般財団法人人形美術協会会長）

- 日本声楽家協会は、研究所や教育センター、コンサート活動を中心に様々な事業を展開している。
- 日本声楽家協会の研究所では、声楽家を中心とした音楽家が、それぞれの演奏活動を活発に行うための人的組織（日本声楽アカデミー会員）を構成している。
- 日本声楽家協会の教育センターでは、主に音大在学・卒業した声楽専攻者を対象としたコース及び生涯学習を目的とした声楽愛好家（プロ・アマを問わない）を対象としたコースが設定されている。

## 役員構成
- 理事長　　：佐々木ベジ
- 副理事長　：渡邊　明
- 理事　　　：伊原直子
- 理事　　　：高　丈二
- 理事　　　：鈴木寛一
- 理事　　　：森島英子　　他9名
- 監事　　　：高橋大海　 他2名

## 沿革
- 1994年12月 声楽及び関連芸術の普及・振興をはかることを目的に日本声楽家協会発足。会長に小浜維人就任
- 2001年11月 NPO法人「日本の音芸術を創る会」が発足。
- 2007年11月 上記2団体が統合・改称され「NPO法人日本声楽家協会」「英文名Japan Vocalists Forum」「略称JVF」となる。
- 2008年06月 理事長に佐々木ベジ（フリージア・マクロス会長兼任）就任